# Maison de retraite des artistes de Pont-aux-Dames

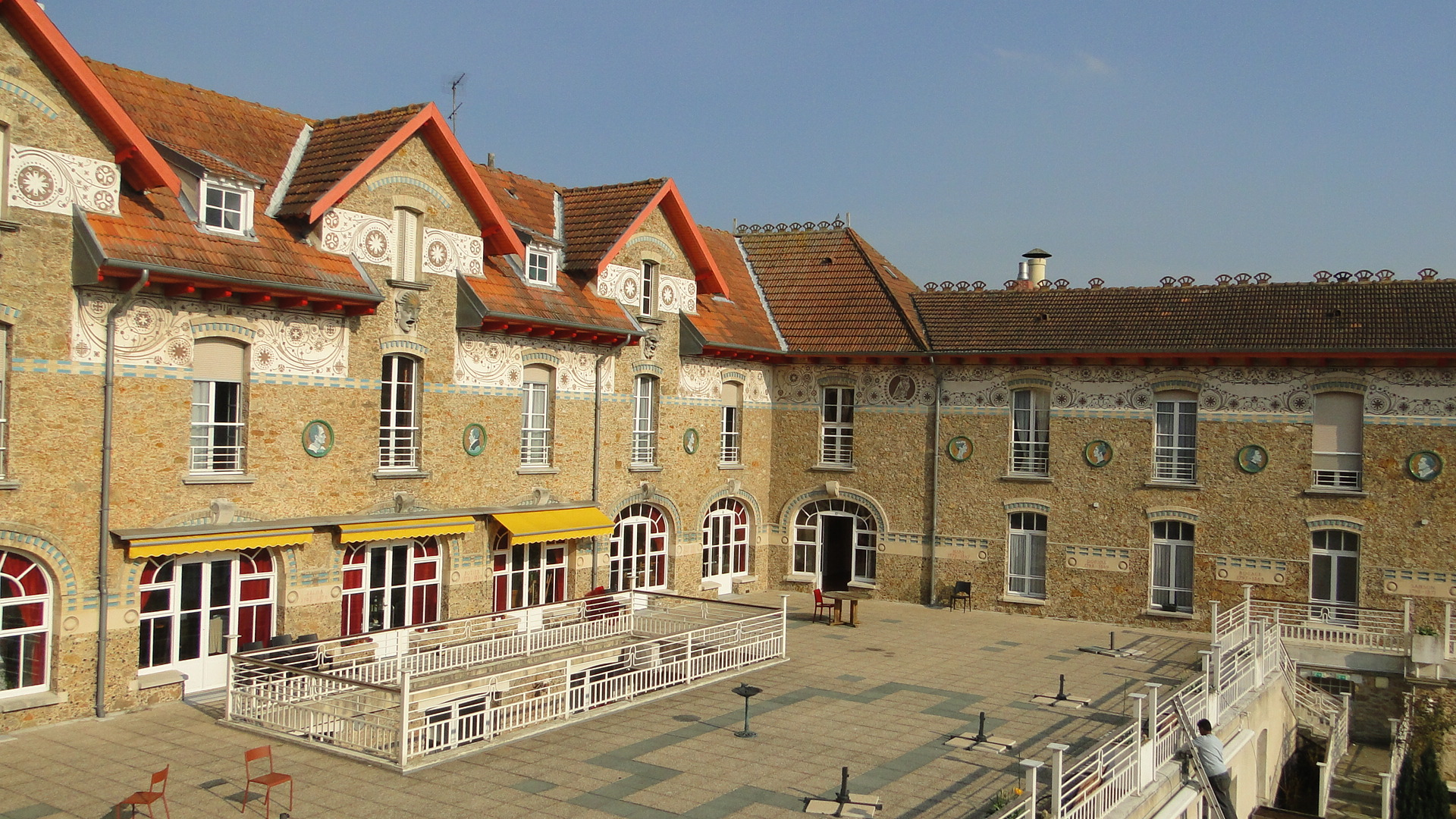
Maison de retraite des artistes de Pont-aux-Dames.

La Maison de retraite des artistes de Pont-aux-Dames est une institution fondée en 1903 à Couilly-Pont-aux-Dames, en Seine-et-Marne, par l'acteur Constant Coquelin dit Coquelin aîné.

## Genèse du projet
En février 1900, Constant Coquelin dit Coquelin aîné, acteur de la Comédie-Française et créateur du rôle de Cyrano de Bergerac est élu président de l'Association de secours mutuels des artistes dramatiques. Soucieux depuis plusieurs années du sort des comédiens âgés, il va dès lors mettre en chantier un projet au sein de cette institution, créée initialement par le baron Isidore Taylor : la construction d’une maison de retraite pour les comédiens les plus nécessiteux.

« Je veux les voir mes vieux comédiens à cheveux blancs, groupés ensemble dans un asile fleuri, comme les abeilles d’une ruche, avec cette différence que les abeilles travaillent et qu’eux ne feront plus rien. Je veux les voir, sans une buée de mélancolie dans leur maison ensoleillée, bavardant de leur succès d’antan, sous les verts rameaux de leur parc ombreux. Et je veux même, qu’ils jouent toujours la comédie, comme passe-temps, pour se distraire, ces vétérans du théâtre. Je leur veux une petite salle de spectacle bien naïve, bien coquette, où, de temps en temps ils donneront une représentation dont les quelques bénéfices viendront aider leurs minces besoins. »

— Annuaire de l'Association de secours mutuels des artistes dramatiques, 1902
C’est à partir de 1902, que cette idée va prendre forme. Informé cette année-là de la mise en vente  dans le village de Couilly-Pont-aux-Dames d'une grande propriété, ancienne abbaye, pour la somme de 115 000 F, il trouve le site bien adapté à ce projet. Cette demeure construite sur un parc de 4,5 hectares au milieu de la vallée des peintres du Grand Morin, fut jusqu’en 1789, le siège d’une abbaye royale célèbre pour avoir accueilli dans ses murs la comtesse du Barry. Les fonds nécessaires à l'acquisition et aux travaux d'aménagement sont réunis par des dons, des tombolas, l'organisation de galas, mais aussi grâce à Pierre Waldeck-Rousseau, ami de longue date du comédien, qui lui fait bénéficier, via le pari mutuel d'une somme de 300 000 F au titre des œuvres méritantes et de bienfaisance.

## Construction
La direction des travaux d'aménagement est confiée à l’architecte René Binet,. Une façade de style Art nouveau est édifiée. La première pierre est posée le 16 juillet 1903 en présence de personnalités telles que Pierre Waldeck-Rousseau alors président du Conseil.
L'inauguration a lieu le 27 mai 1905, en présence du directeur de l’Assistance publique et de grands comédiens comme Victorien Sardou, Mounet-Sully ou encore Réjane,. La maison de pierre meulière, décorée de portraits de comédiens et comédiennes en mosaïques bleues et or, de mascarons figurant la comédie et la tragédie grecques, de frises rouges aux décors végétal et animal, comporte trois ailes en U réparties sur deux étages d’habitations. L’aile de gauche étant dédiée aux chambres des hommes, celle de droite aux chambres des femmes et l’aile centrale accueillant les couples, la salle à manger, les salles de détentes (bibliothèque, billard, salon…). Le sous-sol accueille quant à lui la cuisine recouverte d’une faïence de Delft siglée d’un coq en fanfare (emblème de Coquelin surnommé le Grand Coq), les caves et une chapelle funéraire. Les 60 chambres sont équipées sur un modèle identique : un lit,  deux chaises, une table.

## Musée du théâtre
Ce musée doit sa création à Léon Brémont et  à la renommée de Constant Coquelin. En janvier 1909, l’acteur meurt subitement alors que « Le grand Coq » répétait le rôle de Chantecler écrit spécialement pour lui par Edmond Rostand. Ses obsèques sont nationales. Tous les théâtres parisiens ferment leurs portes, le gouvernement au complet se déplace à Pont-aux-Dames pour rendre un dernier hommage à l’acteur. Selon sa volonté, il est enterré dans le sous-bois du parc. L’épitaphe de sa sépulture extraite du discours prononcé par Edmond Rostand lors des obsèques de l’acteur indique : « Qu’il dorme dans ce beau jardin, ses vieux comédiens le gardent ». Dans son testament, Coquelin lègue à la Maison des Artistes de Pont-aux-Dames une grande partie de ses biens. L’essentiel de son mobilier et de ses collections restant dans le château, où le comédien avait élu domicile. Cette information étant publique, de nombreux curieux demandèrent à visiter sa dernière demeure. Ce sont ces demandes qui donnèrent à Léon Brémont – vice-président de l’association  – l’idée de faire payer une visite des appartements du comédien. C’est ainsi qu’en 1911, un Musée du théâtre voit le jour à Pont-aux-Dames. Les collections de Constant Coquelin y sont complétés rapidement par des dons d'autres artistes,.

## Vie quotidienne des pensionnaires
Les conditions pour entrer à Pont-aux-Dames étaient simples. Il suffisait d’abandonner à la Société de Secours des Artistes Dramatiques la pension de retraite que cette dernière vous versait en échange d’une place. Les conditions réglementaires étaient les suivantes : « Le sociétaire doit avoir 60 ans révolus, une bonne condition de santé ou tout du moins ne pas être atteint d’une maladie incurable ou d’une trop lourde infirmité, et doit pouvoir attester d’une vie et de mœurs sans reproches ». La vie s’organisait à Pont-aux-Dames en quasi autarcie grâce à la ferme, au château d’eau, au potager mais aussi aux dons des grands magasins parisiens et des notables des environs comme la famille Menier. Les moyens de fonctionnement étaient complétés par les ressources d'un théâtre. Constant Coquelin eut en effet l’idée de faire construire en 1905 un théâtre de verdure qui sera complété après sa mort en 1911 par un théâtre d’hiver. L’inauguration de ce premier théâtre, construit par René Binet sur le modèle des théâtres antiques, eut lieu le 25 juillet 1906 en présence de plusieurs personnalités dont le président de la République Armand Fallières.
Afin de se conformer aux nouvelles réglementations relatives aux établissements d'hébergement pour personnes âgées dépendantes (EHPAD), les chambres ont depuis été transformées pour permettre l’accueil des personnes avec des handicaps plus lourds. La restauration a préservé le patrimoine architectural du lieu. L'établissement est en mesure d'accueillir 60 résidents. Il n'est plus réservé aux pensionnaires issus du milieu des comédiens.

## Pensionnaires et anciens pensionnaires de la maison de Couilly-Pont-aux-Dames
- Graeme Allwright, décédé à la Maison de retraite des artistes[7] ;
- Marie Bizet, décédée à la Maison de retraite des artistes ;
- Ariane Borg, décédée à la Maison de retraite des artistes ;
- Génica Athanasiou
- Zulma Bouffar ;
- André Carnège ;
- Jean Coquelin ;
- Marfa Dhervilly ;
- Edwige Feuillère ;
- Jean-Louis Le Goff ;
- Lucienne Le Marchand, décédée à la Maison de retraite des artistes ;
- Daniel Mendaille, décédé à la Maison de retraite des artistes ;
- Charles Vissières ;
- Pierre Mirat, décédé à la Maison de retraite des artistes ;
- Jacques Préboist ;
- Léon Walther.

### Archives
- Archives de la maison de retraite de Couilly-Pont-aux-Dames.